# Jussi Viita
Jussi Tuomas Viita (Tampere, 26 settembre 1985) è un ex altista finlandese.

## Palmarès
| Anno | Manifestazione   | Sede     | Evento        | Risultato | Prestazione | Note |
| ---- | ---------------- | -------- | ------------- | --------- | ----------- | ---- |
| 2007 | Europei under 23 | Debrecen | Salto in alto | Bronzo    | 2,21 m      |      |
| 2007 | Universiadi      | Bangkok  | Salto in alto | 17º (q)   | 2,15 m      |      |
| 2009 | Universiadi      | Belgrado | Salto in alto | 11º       | 2,10 m      |      |
| 2011 | Europei indoor   | Parigi   | Salto in alto | 13º (q)   | 2,22 m      |      |
| 2011 | Universiadi      | Shenzen  | Salto in alto | 18º (q)   | 2,10 m      |      |
| 2013 | Universiadi      | Kazan'   | Salto in alto | 8º        | 2,20 m      |      |
| 2014 | Europei          | Zurigo   | Salto in alto | 15º (q)   | 2,19 m      |      |

## Altre competizioni internazionali
2013
- Bronzo agli Europei a squadre ( Dublino), salto in alto - 2,15 m